# Dolní Chabry
Dolní Chabry jsou městská čtvrť a katastrální území Prahy, tvořící území městské části Praha-Dolní Chabry v obvodu Praha 8. Je zde evidováno 66 ulic, 1089 adres a žije zde přes čtyři tisíce obyvatel. Dolní Chabry zahrnují celé původní Chabry, které byly od poloviny 16. století tvořeny dvěma osadami. Dolní Chabry měly centrum v okolí Bíleneckého náměstí a ulice Na Dolíku, Horní Chabry u dnešního Hrušovanského náměstí, původně návsi obklopené velkými usedlostmi, a ulic Na pěšině a Kobyliská. Do roku 1951 patřila do chaberského katastrálního území i část dnešních Kobylis, včetně závěrečného úseku tramvajové tratě u vozovny Kobylisy.
Dolní Chabry sousedí na západě s Čimicemi, na jihu s Kobylisy, na východě s Ďáblicemi a s Březiněvsí; na severu pak s obcí Zdiby a její částí Brnky.

## Historie

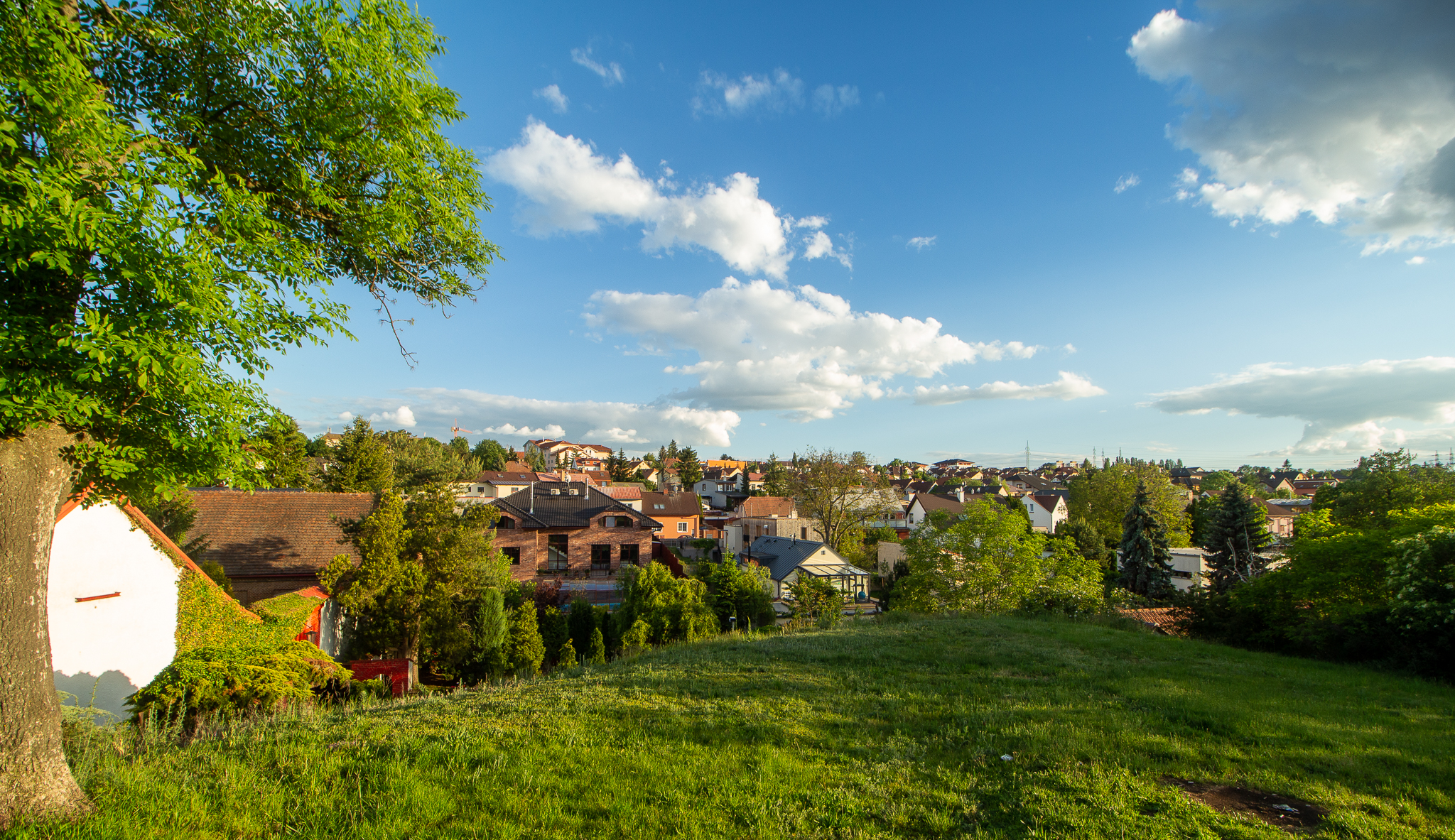
Panorama Chaber od kostelního návrší

### Starší osídlení
Na území Chaber byly nalezeny zbytky pravěkého osídlení. U bývalé cihelny pana Malinského, za hřbitovem na severním konci ulice Pod Zámečkem, byl nalezen v druhotném uložení soubor buližníkových opracovaných nástrojů, ale i kostí mamutů a dalších pleistocenních zvířat, srtsnatých nosorožců, bizonů, sobů a vlků. U silnice do Zdib, asi 300 m severně od vsi, byly ve výkopu pro plyn objeveny nástroje z buližníku a křemene. 
V roce 1926 byla na území obce nalezena keramika lidu s vypichovanou keramikou, avšak přesné místo nálezu nebylo zdokumentováno a upadlo v pozapomnění. V oblasti Beranovy cihelny (východně od ulic Dopraváků a V Kratinách) byly nalezeny pozůstatky po lidu kultury se zvoncovitými poháry, v Malinského cihelně i v okolí Perštejnské ulice po lidu kultury s nálevkovitými poháry. Na blíže nepopsaných místech byly nalezeny i stopy řivnáčské kultury a kultury se šňůrovou keramikou. Pohřebiště únětické kultury bylo nalezeno ve Žďárské ulici, v Malinského cihelně zbytky knovízské kultury. Keramický a bronzový odpad byl nalezen i na mnoha dalších místech. Byly nalezeny zbytky dvou osad bylanské kultury, v prostoru Malinského cihelny a v prostoru ulic Pod Václavem, Dvořákova a Libochovická, pohřebiště bylo v místech ulice Do Rybníčků. V ulicích Doksanská a V Americe a U Rybníčku byly nalezeny zbytky po keltské kultuře z mladší doby železné. Ve Špinarově cihelně a na dalších místech byly nalezeny germánské hroby a zbytky osad a pozůstatky germány donesených předmětů římské výroby. Z pozdější doby byla nalezena kruhová keramika a doklady výroby nití. Slovanské kultury, které se zde zřejmě objevily po polovině 6. století, jsou doloženy jen ojedinělými nálezy vztahujícími se k období let 950 – 1150. U kostela Stětí sv. Jana Křtitele byly nalezeny raně středověké hroby z 11. století.

### Historie vsi

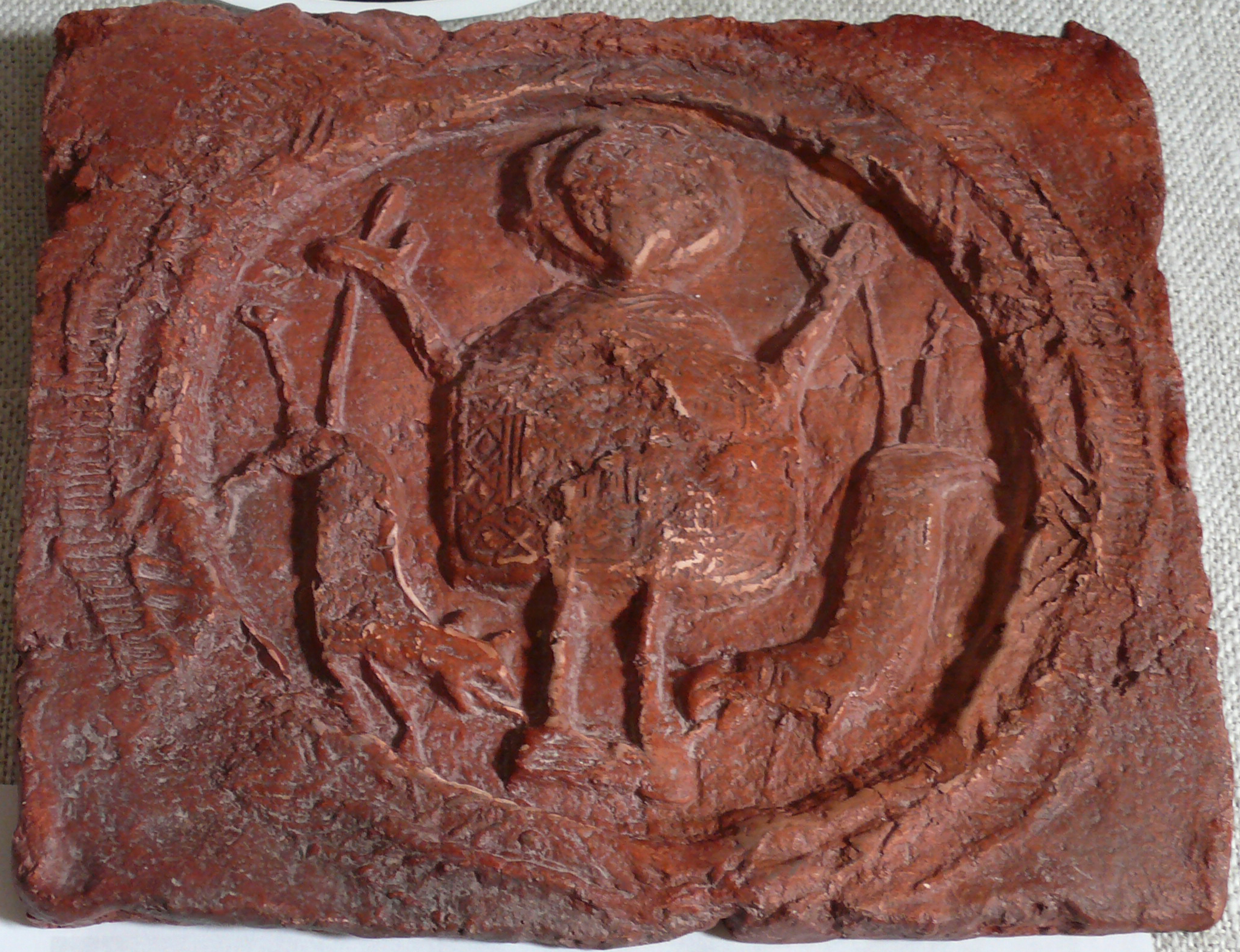
Románská kostelní dlaždice s Danielem v jámě lvové

První dochovaný záznam je z listiny z roku 1092, kterou Konrád Brněnský „ves Chrabercych“ daroval Ostrovskému klášteru. Předpokládá se, že název vsi zněl původně Chrabři a byl odvozen z chrabrosti (udatnosti) obyvatel. Krátce po roce 1400 první „r“ z názvu vymizelo, ještě v roce 1433 je však doloženo. Centrem vsi byl kostel Stětí sv. Jana Křtitele, původně z 11. století, který byl zároveň hrobkou významné osoby. Ostrovský klášter v polovině 12. století jej nechal nahradit rotundou, patřící průměrem 12,60 m mezi největší v Čechách. Dnešní kostel je podle archeologických průzkumů již třetí stejného zasvěcení na tomto místě a pochází z poslední čtvrtiny 12. století, kdy jej nechal postavit nový vlastník obce, Strahovský klášter. Od roku 1352 byl kostel farní. V listině papeže Řehoře X. pro Strahovský klášter z roku 1273 je ves nazývána latinsky „Graber“. V roce 1410 ves popisuje Urbář strahovský.
Ve 13. století patřily Chabry do Mladoboleslavské župy, později do Kouřimského kraje. Od 16. století byla ves rozdělena do dvou částí, Dolní Chabry a Horní Chabry – poprvé se zmínka o Dolejších Chabrech objevuje roku 1528, Hořejší Chabry v roce 1538. Hořejší Chabry se skládaly z 8 velkých gruntů. Od poloviny 16. století byly oboje Chabry odděleny, měly vlastní rychtáře a většinou i jinou vrchnost, od roku 1719 až do zavedení obecního zřízení roku 1850 však byly sloučeny pod stejného vlastníka, Staré město pražské. V roce 1850 při zavedení obecního zřízení byla zřízena politická obec Chabry-Čimice, k níž patřily Dolní Chabry, Horní Chabry a Čimice, Čimice však v jejím rámci tvořily vlastní katastrální území. Koncem 19. století proběhly na území Chaber pokusy o těžbu zlata.
Za třicetileté války přestaly být Chabry farní obcí a připadly pod kostel svatého Václava na Proseku. Od třicetileté války do roku 1927 byla součástí politického okresu Karlín, v letech 1927 – 1942 okresu Praha-venkov, do roku 1967 v okrese Praha-východ. V roce 1927 započala parcelace pozemků pro výstavbu rodinných domků, které se v následujících desetiletích staly hlavní částí chaberské zástavby. V roce 1930 bylo v Chabrech 126 domů, v roce 1940 již 199. V roce 1955 byla v Chabrech zřízena pošta, od roku 1835 až do té doby spadaly pod zdibskou. Zatímco Čimice byly k Praze připojeny již roku 1960, zbylá obec Dolní Chabry, zahrnující i Horní Chabry, byla připojena k Praze, k městskému obvodu Praha 8, až 1. ledna 1968, zároveň byl zachován její místní národní výbor.
Organizovaná školní výuka začala v Chabrech roku 1780, první škola však byla postavena až v letech 1823–1824, roku 1866 bylo přistavěno patro a školu navštěvovaly i děti z Čimic, Veltěže, Zdib a Brnek. Roku 1937 byla ve Spořické ulici postavena nová škola, která však svému účelu začala sloužit až po válce, stará škola začala sloužit jako mateřská škola a zároveň byla v obci zřízena i druhá mateřská škola. Roku 1993 byly k nové škole přistavěny tělocvična a šatny.
V jižní části Chaber, těsně u jejich dnešních hranic s Kobylisy, stojí obchodní centrum Bauhaus. Při ulici Ústecká ve střední části Chaber bylo v roce 2015 otevřeno nové nákupní centrum se supermarketem Billa. V přilehlé lokalitě, zvané Beranov, se nacházejí okolo trojmezí Chaber, Kobylis a Čimic různé průmyslové objekty a sklady. V Chabrech se několik potůčků sbíhá v Drahanský potok, na území Chaber je několik rybníků a nádrží. Na území městské části je vybudovaná skládka směsného odpadu. V současnosti se však již nevyužívá a je rekultivovaná.

## Pamětihodnosti

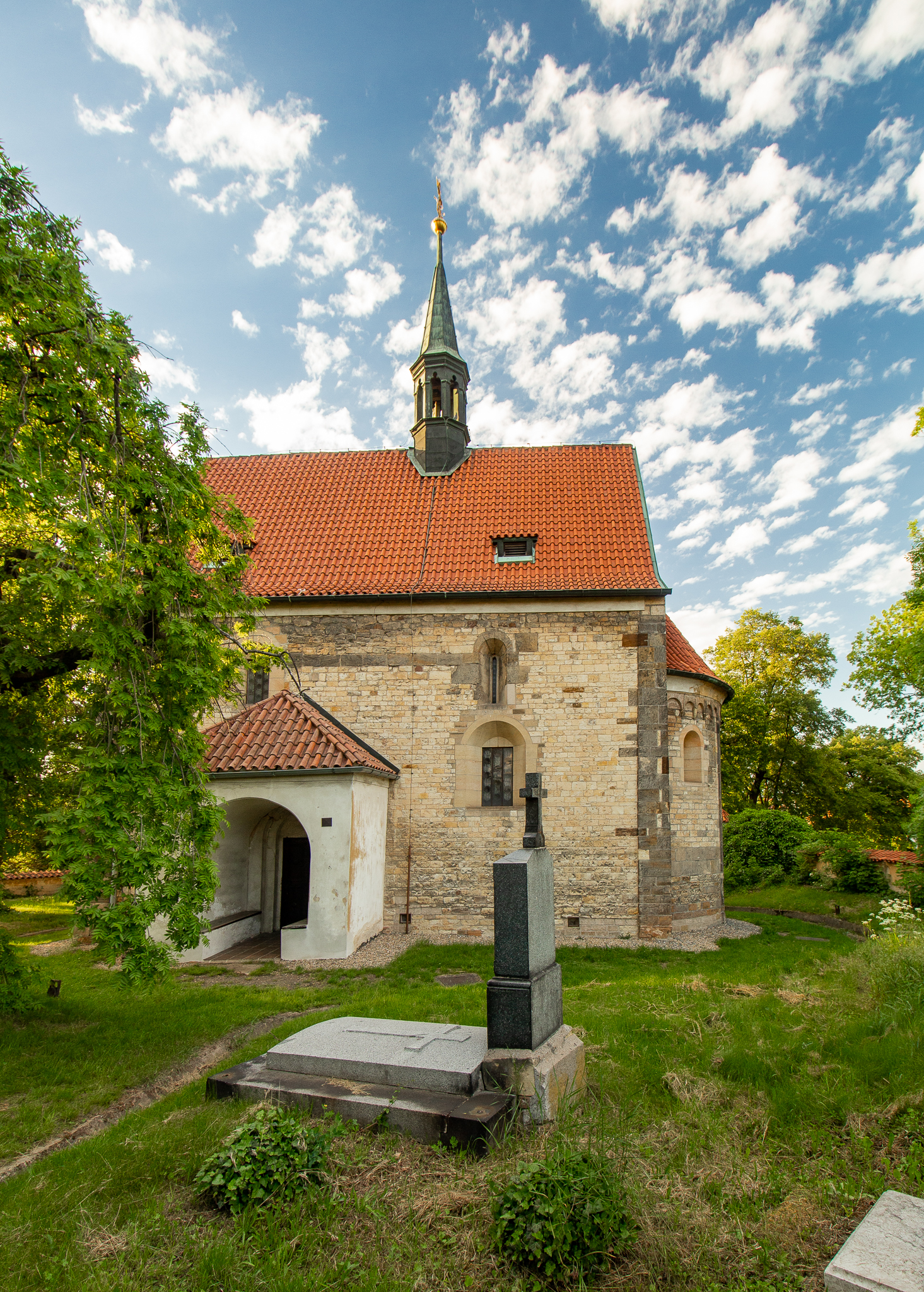
Románský kostel Stětí sv. Jana Křtitele

Dolní Chabry jsou historicky zajímavé svým románským kostelem Stětí sv. Jana Křtitele z poslední čtvrtiny 12. století, barokním statkem nazvaný Knorův statek, obě stavby jsou kulturními památkami. Dále pozoruhodný je buližníkový menhir v Ládevské ulici, pocházejícím patrně z nedalekého Ďáblického háje. Zajímavými drobnými stavbami dodávající starobylý ráz obce je zvonička na Hrušovanském nám. Votivní socha sv. Václava ve Spořické ulici.
- menhir Zkamenělý slouha (a druhý bezejmenný). Menhir popsal Eduard Štorch kolem roku 1914.[4]
- kostel Stětí svatého Jana Křtitele – románský kostel s barokní zvonicí, na místě starších románských staveb
- Knorův statek (Duchoslavův) – barokní statek v podobě z roku 1771, č. p. 15, Na Dolíku 11,[2] od roku 1958 kulturní památka, možná má původ až v 15. století[4] V roce 1963 jej MNV Dolní Chabry zabral rodině Prušákových, v roce 1974 jej získalo Muzeum hlavního města Prahy a má v něm depozitář. Roku 2003 byl restituován.[4]
- socha svatého Václava stojí na rohu bývalého pole mezi ulicemi Spořická a U Václava. Nápis odkazuje na rok původu 1822, kdy ji nechal postavit pan Napravil jako poděkování, že se podařilo oživit synka Václava téměř utopeného v zahradním bazénu.[4]
- zvonice na Hrušovanském náměstí z roku 1902; stále o ni pečuje rodina Stejskalova, která ji nechala postavit[4]

## Doprava

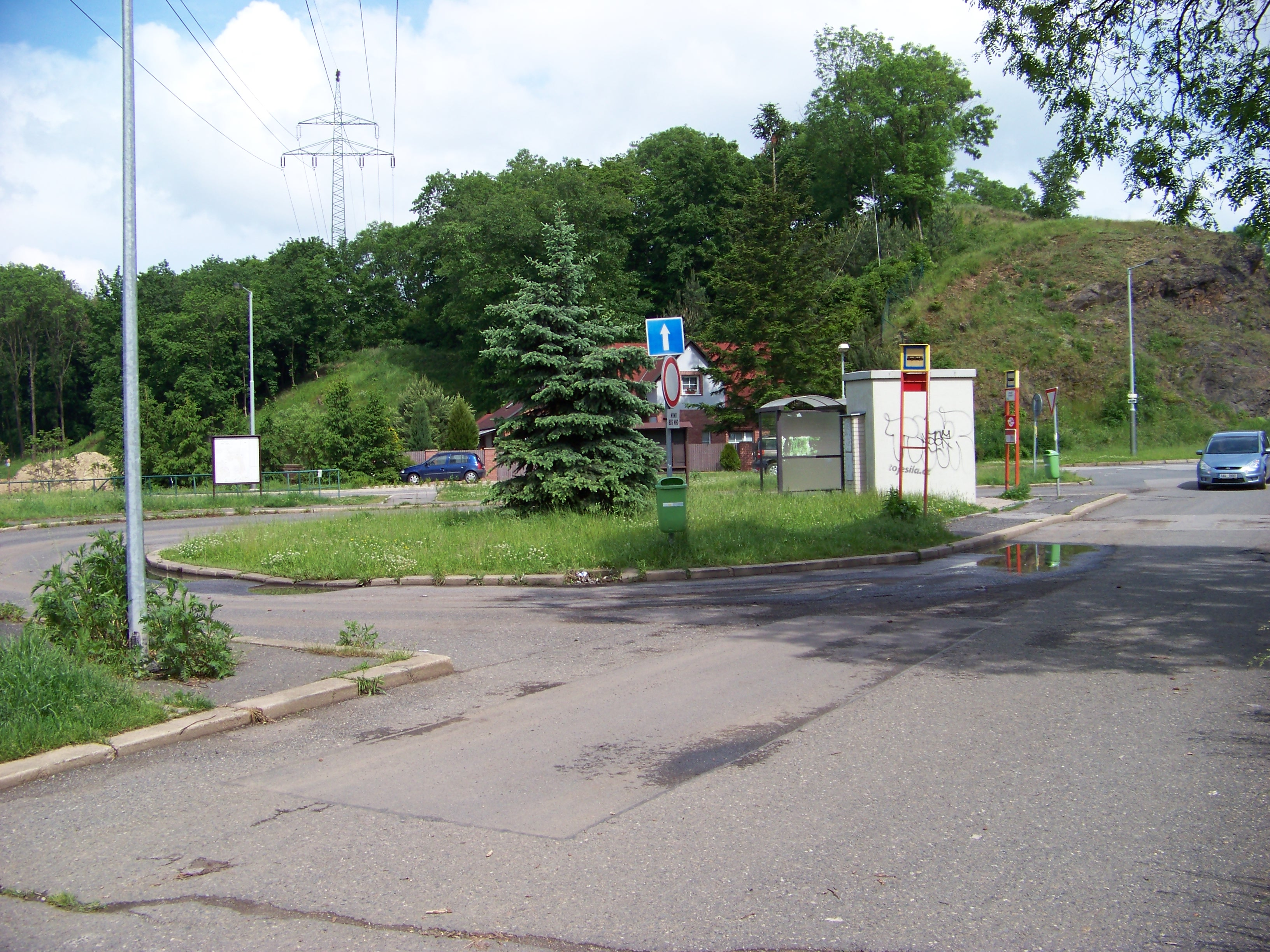
Konečná stanice autobusu K Drahani

Dolní Chabry se nacházejí po obou stranách frekventované Ústecké ulice, dříve takzvané rumburské silnice z Prahy na sever, poté silnice I/8, dnes pražského pokračování silnice II/608. Silnice přes Ďáblice spojuje Chabry s nádražím, které v Čakovicích stojí od roku 1872; od Chaber je vzdálené asi 5 kilometrů. Podobně daleko je i libeňská vychovatelna, kde od roku 1910 končila elektrická tramvaj. Další historické spojení vedlo pěšky přes osadu Brnky a přívozem do Roztok.
V roce 1912 byla přes Chabry zavedena historicky pravděpodobně druhá autobusová linka na území dnešní Prahy, jedna z prvních českých, jejíž provoz ukončila roku 1914 první světová válka. Provozoval ji mělnický podnikatel František Černý a vedla z Josefského náměstí (dnes náměstí Republiky) oklikami přes Karlín, Libeň, Kobylisy, Bohnice, Chabry, Ďáblice a Březiněves do Mělníka. Jezdily na ní tři autobusy Laurin & Klement a celkem vykonaly 4 páry spojů v pracovní den.
V roce 1922 zavedla Československá pošta autobusovou linku č. 682 Praha – Odolena Voda, roku 1933 linku převzaly Československé státní dráhy a roku 1950 ČSAD. Od roku 1931 jezdila přes Chabry soukromá autobusová linka do Vodochod. V letech 1956–1969 jezdila přes Horní Chabry linka z Prahy do Čimic. Po připojení k Praze byla do Dolních Chaber zavedena městská linka č. 162 z Kobylis. V letech 1973–1983 byly do Chaber prodlouženy z opačné strany vybrané spoje linky 152, jejíž základní trasa končila v Čimicích. Roku 1975 byla zavedena tangenciální linka 202 z Bohnic přes Čimice a Chabry do Čakovic.
Od stanice linky C metra Kobylisy jedou do Chaber linky pražské dopravy 162 a 169, po Ústecké ulici projíždí Chabrami též svazek příměstských linek PID směrem na Odolenu Vodu a několik meziměstských linek. Doplňkovou funkci má tangenciální městská linka PID č. 202, která spojuje Dolní Chabry s dalšími čtvrtěmi na severu Prahy – především Bohnicemi, Čimicemi, Ďáblicemi a Čakovicemi. Meziměstské linky do Roudnice nad Labem přes Chabry jedou, ale nezastavují zde.
Od stanice MHD Měděnecká vede k severu modrá pěší turistická značená cesta do Veltěže, Čimic vede kolem konečné autobusu Dolní Chabry zelená turistická značka do Přemyšlení.
11. října 2017 zde byla zavedena noční autobusová linka č. 913 v trase Dolní Chabry - Točná.

## Fotogalerie

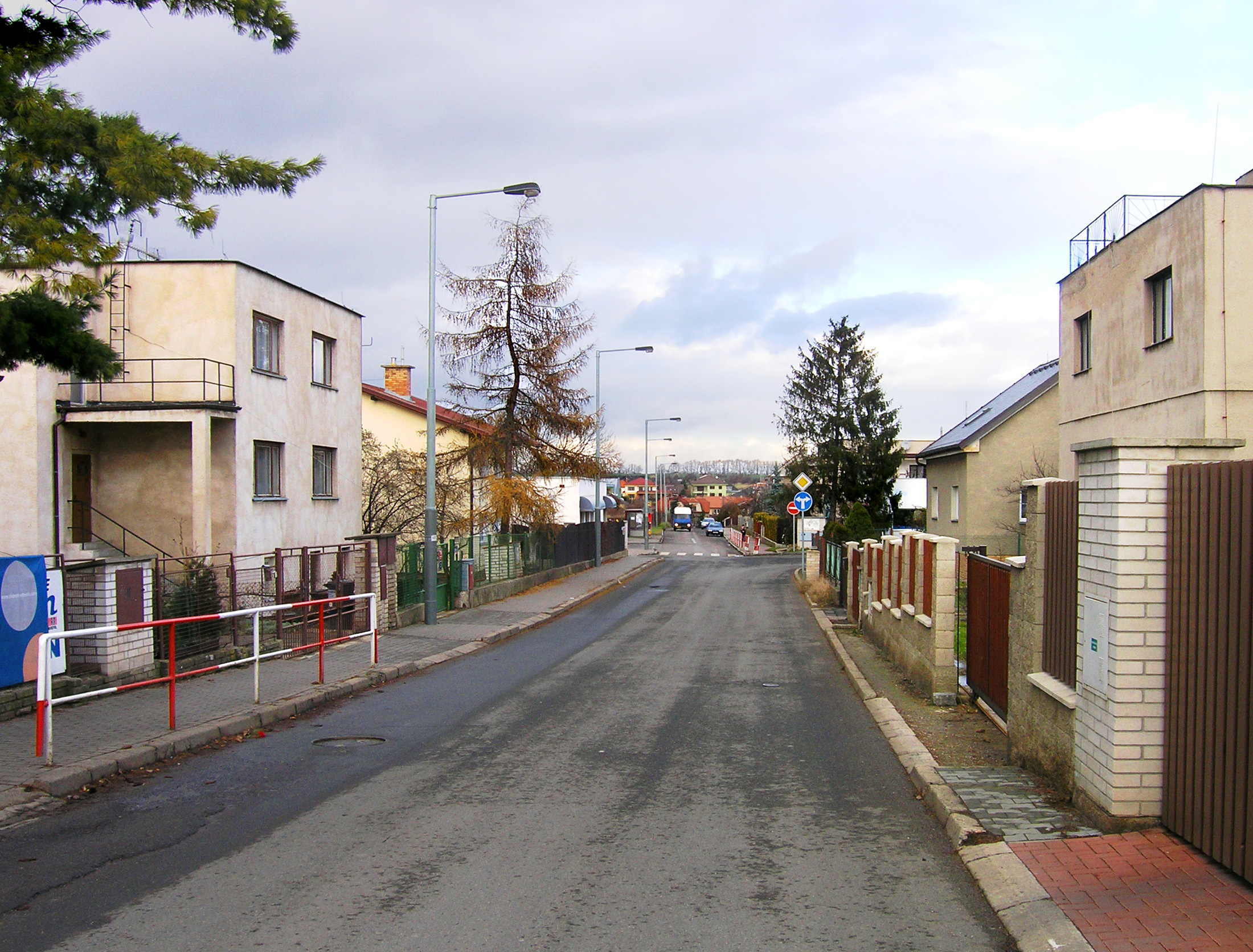
Typická zástavba vilek a rodinných domků
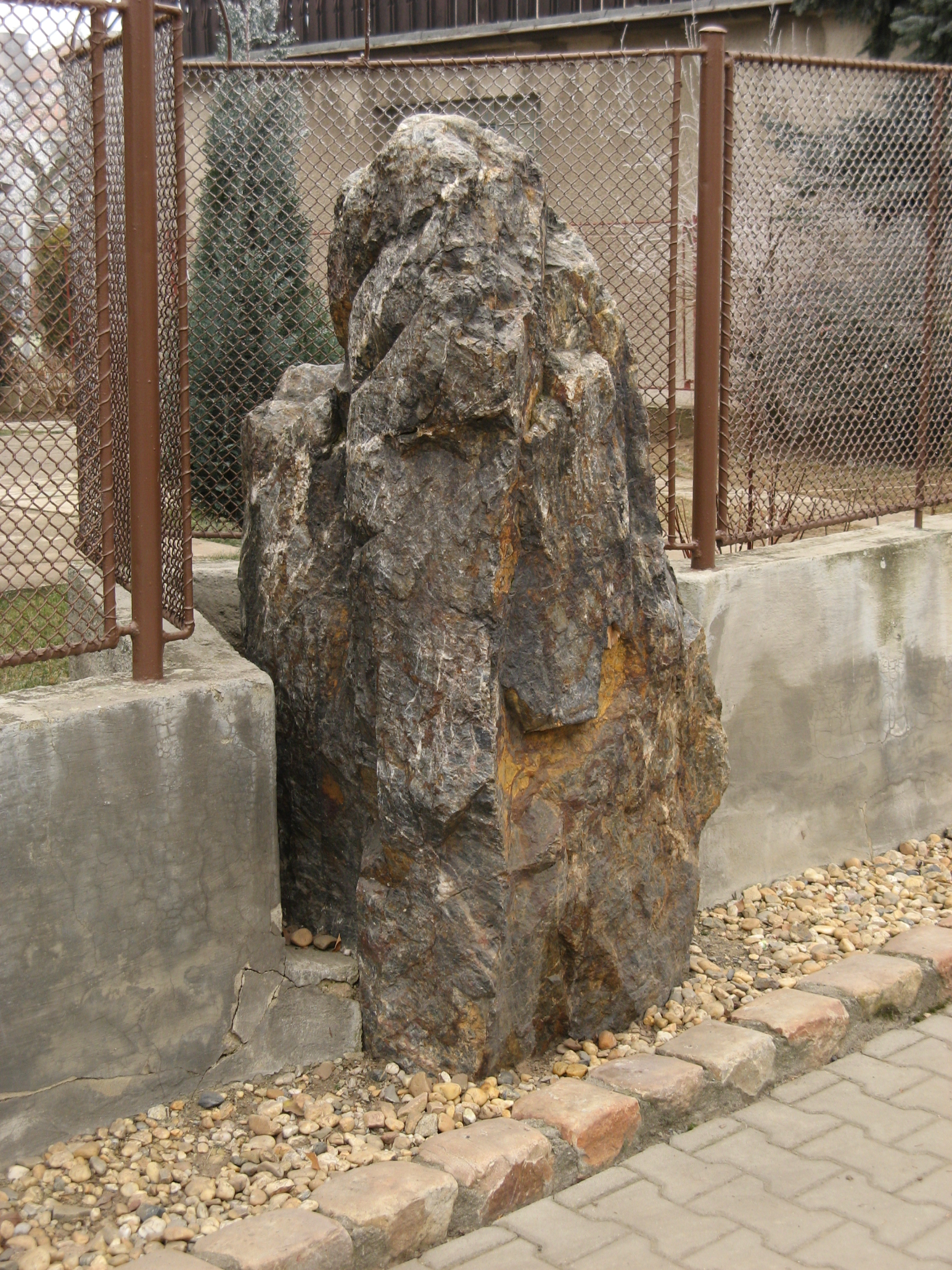
Menhir Zkamenělý slouha
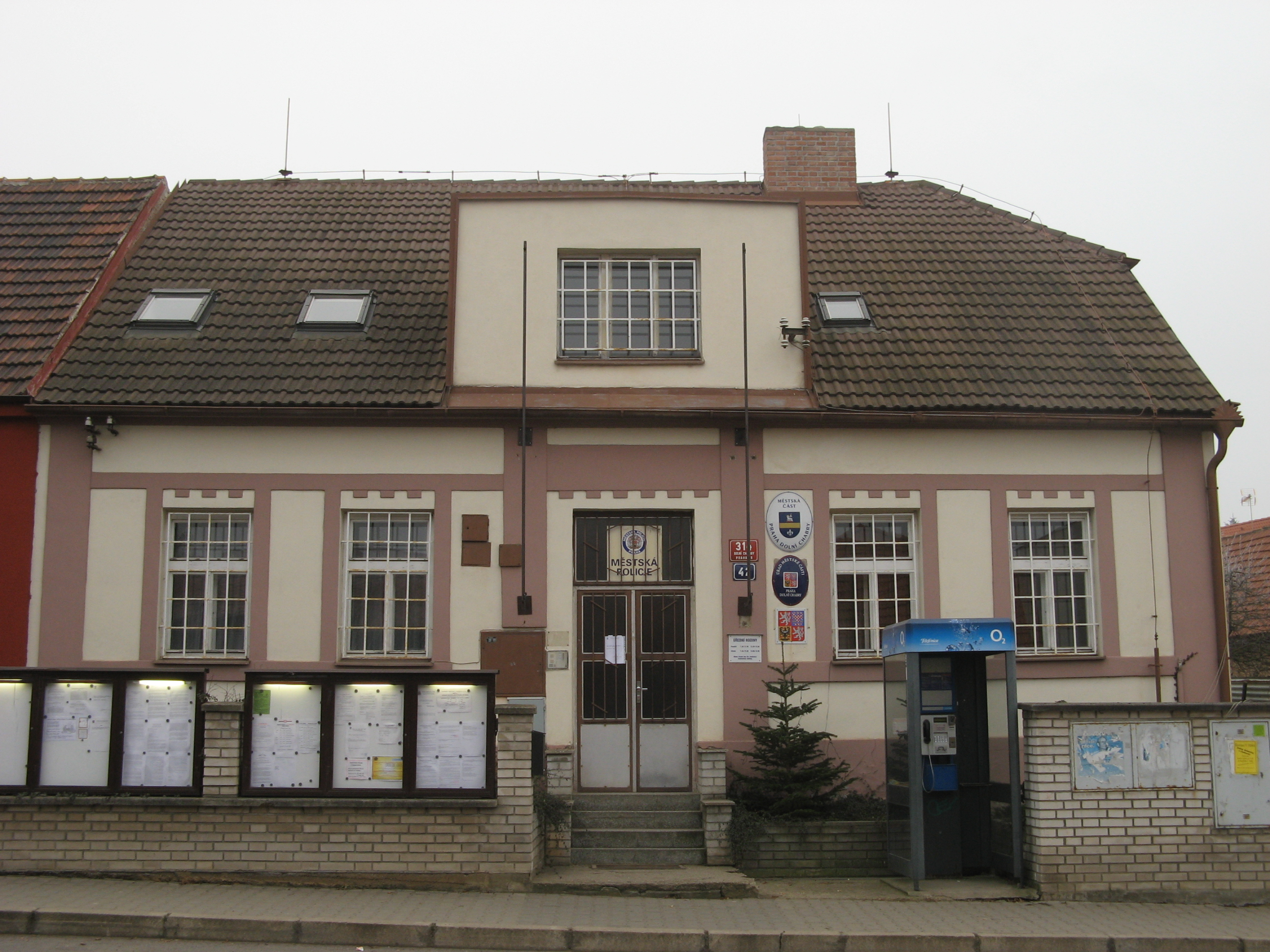
Bývalý Úřad městské části, dnes v domě sídlí Cukrárna Na Pěšině
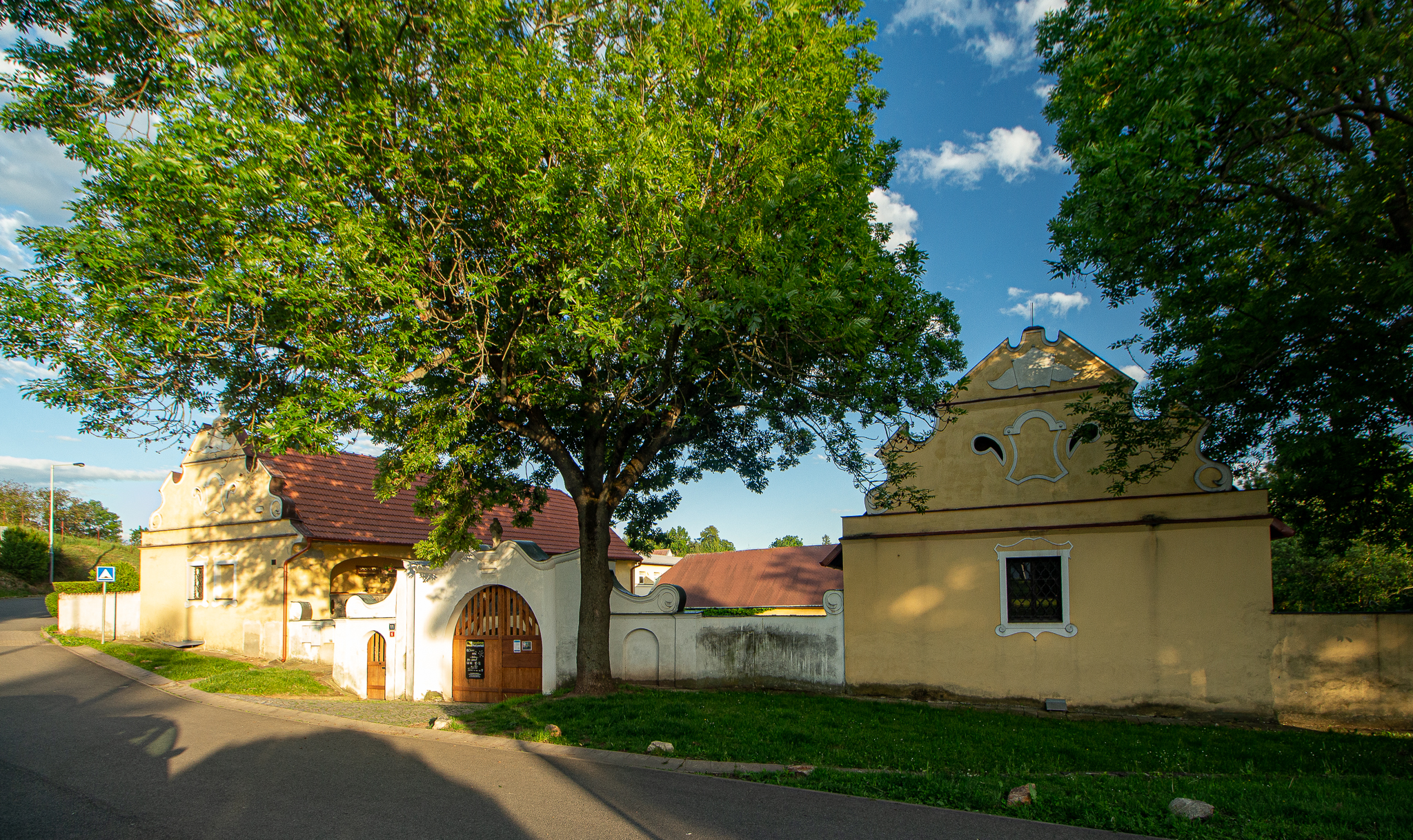
Barokní Knorův statek
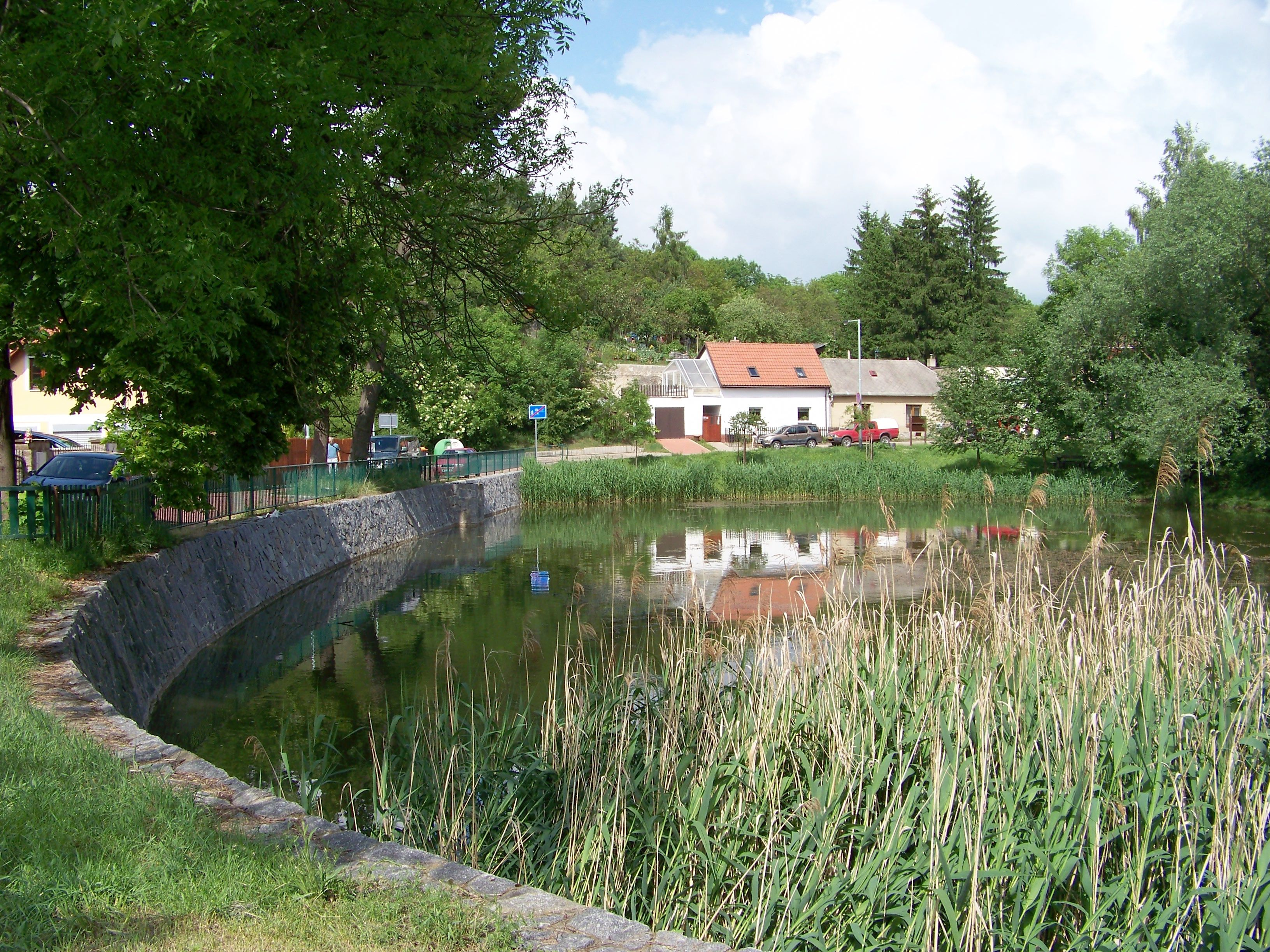
Prostřední rybník
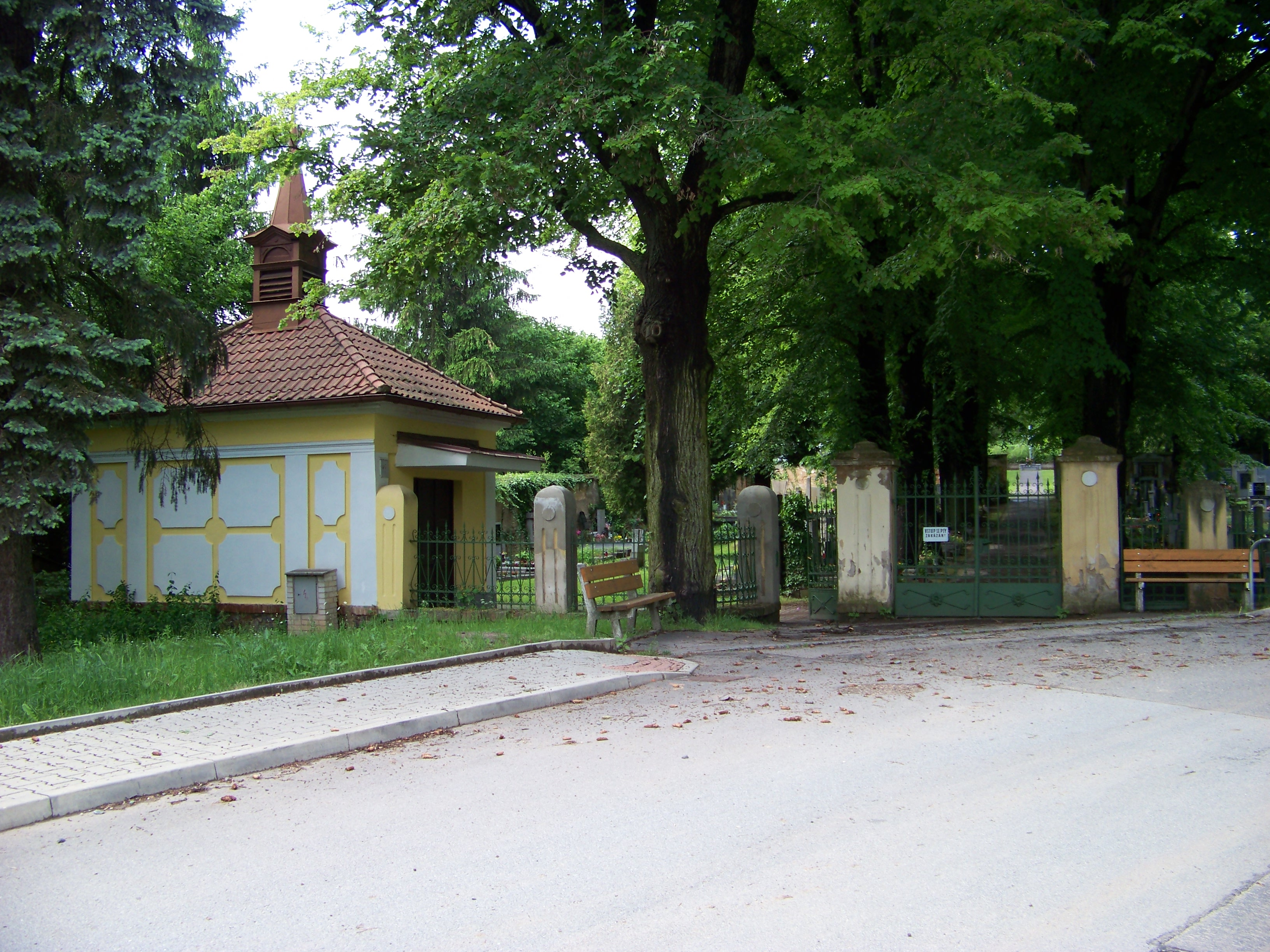
Hřbitov s kaplí